# 担
担（たん、繁体字: 擔、dàn）は、中国の伝統的な質量の単位である。
1担は100斤と定義されているが、1斤の定義が国によって異なるため、1担の大きさもそれによって異なる。中国大陸の市制ではちょうど50 kg、香港では60.478982 kg、台湾の台制では日本の尺貫法に従い、ちょうど60 kgとなる。

## 歴史
古くは120斤にあたる「石（せき）」という質量の単位があった（1石 = 4鈞、1鈞 = 30斤）。これと100斤の「担」が混同され、かつ体積と質量の単位の間にも混同があった。現在の中国では質量の方に「担」を用い、体積の方に「石」を使っているが、読みはどちらも「担」に由来する「dàn」になっている。
「担」とは天秤棒を意味し、本来は人夫1人が天秤棒をかついで一度に運べる重さとして定義されたものである。もとは慣習的な単位であったが、清代に外国との貿易のために各国と単位についての協定を結び、公式の単位となった。その際、1担 = 100斤、1斤 = 4⁄3ポンドと定義された。現在香港で使われている担はこの定義に由来するものであり、
1 担
= 133+1⁄3ポンド（ヤード・ポンド法）
= 60.478982 キログラム（メートル法）
となる。西洋語ではピクル・ピコル（マレー語pikul、英語picul）と呼ばれ、東南アジア一帯で香港の担とだいたい同じ単位が使用されている。